# Linford Christie
Linford Christie (Saint Andrew, Jamaica 1960) és un atleta britànic, ja retirat, guanyador de tres medalles olímpiques. Actualment exerceix d'entrenador.

## Biografia
Va néixer el 2 d'abril de 1960 a la ciutat de Saint Andrew (Jamaica). Als set anys emigrà al districte d'Acton (Londres).

## Carrera esportiva
Inicià tard la pràctica atlètica en proves de velocitat. Va participar, als 28 anys, als Jocs Olímpics d'Estiu de 1988 celebrats a Seül (Corea del Sud), on va aconseguir guanyar la medalla de plata en la prova dels 100 metres llisos. En aquests mateixos Jocs guanyà una nova medalla de plata en la prova de relleus 4x100 metres, en quedar darrere l'equip de la Unió Soviètica en aquesta prova. Participà així mateix en la prova dels 200 metres llisos, on finalitzà en quarta posició i guanyà així un diploma olímpic.
En els Jocs Olímpics d'Estiu de 1992 celebrats a Barcelona (Catalunya) aconseguí guanyar la medalla d'or en la prova dels 100 metres llisos, imposant-se al namibi Frankie Fredericks. Eliminat en la prova dels 200 metres llisos a la tercera sèrie, fou quart en la prova de relleus 4x100 metres.
Tornà a participar en els Jocs Olímpics d'Estiu de 1996 realitzats a Atlanta Estats Units), on fou desqualificat en la final dels 100 metres llisos i fou eliminat en la segona ronda dels 200 metres llisos.
Al llarg de la seva carrera ha guanyat quatre medalles en el Campionat del Món d'atletisme, una d'elles d'or; dues medalles de plata al Campionat del Món d'atletisme en pista coberta; sis medalles al Campionat d'Europa d'atletisme, tres d'elles d'or; quatre medalles al Campionat d'Europa d'atletisme en pista coberta, tres d'elles d'or; i cinc medalles als Jocs de la Commonwealth, tres d'elles també d'or.

### Millors temps[2][3]
| Data                   | Prova             | Seu                   | Temps (secons)   |
| ---------------------- | ----------------- | --------------------- | ---------------- |
| 19 de febrer 1995      | 60 metres llisos  | Liévin, França        | 6.47             |
| 15 d'agost de 1993     | 100 metres llisos | Stuttgart, Alemanya   | 9.87 (rècord UK) |
| 4 de setembre de 1994  | 150 metres        | Sheffield, Regne Unit | 14.97            |
| 28 de setembre de 1988 | 200 metres        | Seül, Corea del Sud   | 20.09            |

## Entrenador
Es retirà de la competició l'any 1997. A partir d'aquell moment es dedicà a entrenar, destacant entre altres els medallistes olímpics Katharine Merry i Darren Campbell.